# Bocksklinge
Die Bocksklinge ist ein Tal im Stadtgebiet von Vellberg im Landkreis Schwäbisch Hall im nordöstlichen Baden-Württemberg. Es wird zuletzt zur steilen Klinge, durch die der es entwässernde, einen halben Kilometer lange Bach von links und Westen in die Bühler mündet.

## Bezeichnung
Das Gewässer ist auf der amtlichen Gewässerkarte nicht eingezeichnet und auf der topographischen Karte ohne Eigennamen. Auch das Tal trägt bei beiden keinen Namen. Dieser wurde aus dem Namen In der Bocksklinge  der in der Vellberger Kreuzäckersiedlung dem Oberlauf nahe parallel laufenden Straße erschlossen.

## Geographie

### Verlauf
Der Bach durch die Bocksklinge beginnt seinen Lauf als ein Graben, der auf etwa 398 m ü. NHN am Südrand des Spielplatzes am Heinrich-von-Vellberg-Weg in der Kreuzäckersiedlung von Vellberg einsetzt. Dieser läuft ungefähr ostwärts, von einem ausgebauten Gehweg in bis zu 20 Meter Abstand rechts begleitet. Nachdem er die Behinderteneinrichtung Sonnenhof südlich passiert hat, wendet er sich kurz nach Nordosten bis zur Bucher Straße (K 2602). Diese und das Gelände eines Baustoffhandels an der anderen Straßenseite unterquert er verdolt wiederum ungefähr ostwärts. An der oberen Kante des bewaldeten Bühlertalhanges tritt er wieder ins Freie, fließt über eine mehrere Meter lange Felsbank
unter einem Holzsteg hindurch und stürzt dann in steilem Lauf in einer Hangkerbe hinunter bis zur Mündung von links in die Bühler auf etwa 334 m ü. NHN, wo diese am linken Prallhang gegenüber dem Talsporn mit der Vellberger Stöckenburg eine nach Südwesten ausholende Schlinge durchläuft.
Der Bach mündet nach etwa 0,5 km langem Lauf mit mittlerem Sohlgefälle von rund 130 ‰ etwa 64 Höhenmeter unterhalb des Grabenbeginns. Etwa zwei Drittel der Gesamt-Höhendifferenz entfallen dabei auf das letzte Viertel des Laufs.
Der Bach führt nicht dauerhaft und oft nur spärlich Wasser.

### Einzugsgebiet
Der Bach hat ein Einzugsgebiet von unter 0,2 km² Größe, das naturräumlich gesehen im Unterraum Vellberger Bucht der  Hohenloher und Haller Ebene liegt. Es gehört zum Gebiet der Kleinstadt Vellberg und ist überwiegend mit ab der zweiten Hälfte des 20. Jahrhunderts entstandenen Neubausiedlungen überbaut. Sein mit etwa 403 m ü. NHN höchster Punkt liegt auf der südwestlichen Wasserscheide nahe der Vellberger Markgrafenallee. Hinter dieser fließt der viel längere Steinbach weiter oberhalb zur Bühler im Taubenloch etwas vor Eschenau, hinter der nordwestlichen der etwas längere Bärenbach zur Bühler nach der nächsten Talschlinge unterhalb.

## Geologie
Die höchste mesozoische Schicht im Einzugsgebiet ist der Gipskeuper (Grabfeld-Formation) auf dem Hügelrücken südwestlich und westlich des Oberlaufs. Im Übergangsbereich von diesem zum darunterliegenden Lettenkeuper (Erfurt-Formation), der sich bis an die Hangkante des Bühlertales fortsetzt, beginnt der Graben. Am Bühlertalhang streicht dann der Obere Muschelkalk aus, dessen Steilhang teils mit Hangschutt aus viel jüngerer quartärer Zeit überlagert ist.

## Natur und Schutzgebiete
Der Graben-Oberlauf zieht ungeschlängelt und mit gleichmäßigem Querprofil durch ein bebauungsfrei gehaltenes Grünlandband fast bis zur Bucher Straße, er wurde dort also wohl reguliert. Der Bach mündet im den Flusstalanteil umfassenden Naturschutzgebiet Unteres Bühlertal.

## Wanderweg
Der Rot-Kreuz-Wanderweg des Schwäbischen Albvereins von Vellberg in Richtung des unteren Bühlertals quert den Bachlauf am einsetzenden Steilhang auf einem Holzsteg, unter welchem der meist nur spärlich rinnende Bach auf einer angesichts des Durchflusses überraschend breiten Felsplatte läuft.

### LUBW
Amtliche Online-Gewässerkarte mit passendem Ausschnitt und den hier benutzten Layern: Bachlauf durch die Bocksklinge und deren Einzugsgebiet

Allgemeiner Einstieg ohne Voreinstellungen und Layer: Daten- und Kartendienst der Landesanstalt für Umwelt Baden-Württemberg (LUBW) (Hinweise)
1. 1 2 3  Höhe nach dem Höhenlinienbild auf dem Hintergrundlayer Topographische Karte.
2. ↑  Länge abgemessen auf dem Hintergrundlayer Topographische Karte.
3. ↑  Einzugsgebiet abgemessen auf dem Hintergrundlayer Topographische Karte.
4. ↑  Schutzgebiete nach den einschlägigen Layern, Natur teilweise nach dem Layer Geschützte Biotope.

### Andere Belege
1. ↑  Wolf-Dieter Sick: Geographische Landesaufnahme: Die naturräumlichen Einheiten auf Blatt 162 Rothenburg o. d. Tauber. Bundesanstalt für Landeskunde, Bad Godesberg 1962. → Online-Karte (PDF; 4,7 MB)
2. ↑  Geologie nach den Layern zu Geologische Karte 1:50.000 auf: Mapserver des Landesamtes für Geologie, Rohstoffe und Bergbau (LGRB) (Hinweise). Ein ähnliches Bild bietet die unter → Literatur aufgeführte geologische Karte.